# 索菲娅·马特松
索菲娅·马特松（瑞典語：Sofia Mattsson，1989年11月11日—），瑞典女子摔跤运动员。她曾代表瑞典参加2008年、2012年、2016年和2020年夏季奥林匹克运动会摔跤比赛，获得一枚铜牌。